# Spřátelená čísla
Spřátelená čísla (též přátelská, svázaná) jsou dvě přirozená čísla taková, že součet všech kladných dělitelů jednoho čísla (kromě čísla samotného) se rovná druhému číslu a naopak – součet všech dělitelů druhého čísla (kromě něho samotného) se rovná prvnímu. Na podobném základu stojí dokonalá čísla, která se rovnají přímo součtu všech svých dělitelů.
Nejmenším párem spřátelených čísel je dvojice 220 a 284. Všechny kladné dělitele 220 kromě 220 samotné jsou 1, 2, 4, 5, 10, 11, 20, 22, 44, 55 a 110, jejich součet je roven 284. Obráceně – všichni dělitelé 284 jsou 1, 2, 4, 71 a 142, jejich součet je roven 220.
Několik prvních párů spřátelených čísel: (220, 284), (1184, 1210), (2620, 2924), (5020, 5564), (6232, 6368) (sekvence A063990 v OEIS).

## Historie
Spřátelená čísla byla známa již pythagorejcům, kteří jim přisuzovali mystické vlastnosti. První obecný vzorec, ze kterého se dala spřátelená čísla tvořit, zaznamenal roku 830 arabský astronom a matematik Thābit ibn Qurra (826–901). Dalšími arabskými matematiky, kteří se zabývali spřátelenými čísly byli al-Majriti († 1007), al-Baghdadi (980–1037) a al-Fārisī (1260–1320). Íránský matematik Muhammad Baqir Yazdi (16. stol.) objevil pár (9363584, 9437056), ačkoliv to bývá často přisuzováno Descartovi. Mnoho práce matematiků z Východu v této oblasti bylo zapomenuto.
Thābitův vzorec byl znovuobjeven Fermatem (1601–1665) a Descartem (1596–1650), kterému je tato skutečnost někdy připisována, a rozšířen Eulerem (1707–1783). To dále rozšířil Borho v roce 1972. Fermat s Descartem taktéž znovu objevili páry spřátelených čísel známé již arabským matematikům. Euler pak objevil desítky nových párů. Zajímavostí je, že druhý nejmenší pár, (1184, 1210), objevil až v roce 1866 tehdy ještě ani ne dvacetiletý B. Nicolò I. Paganini. Dřívější matematici tento pár přehlédli.
V roce 1946 bylo známo 390 párů. Rozvoj počítačů však od té doby umožnil objevení tisíců dalších. Důkladná hledání byla provedená k nalezení párů menších než nějaká daná hodnota — ta byla zvýšena z původních 108 v roce 1970, na 1010 v roce 1986, 1011 v roce 1993 a na ještě větší hodnoty dnes.

## Společenská čísla
Společenská čísla jsou posloupnosti čísel, v nichž když sečteme dělitele prvního čísla, vznikne druhé, podle stejného pravidla vytvoříme třetí atd., součet dělitelů posledního čísla se rovná prvnímu číslu. Délku posloupnosti nazýváme řád společenského čísla.  Dokonalá čísla jsou společenská čísla řádu 1, spřátelená čísla jsou společenská čísla řádu 2.
Jedna řada společenských čísel se skládá z čísel 12 496, 14 288, 15 472, 14 536 a 14 264.
Nejdelší známý řetězec společenských čísel má 28 členů, z nichž nejmenší je 14 316.

## Pravidla pro generování spřátelených čísel
Thābitovo pravidlo říká, že když
p = 3 × 2n − 1 − 1,
q = 3 × 2n − 1,
r = 9 × 22n − 1 − 1,
kde n > 1 je přirozené číslo p, q, a r jsou prvočísla, pak 2npq a 2nr je pár spřátelených čísel. Tento vzorec dává páry (220, 284) (n=2), (17296, 18416) (n=4), a (9363584, 9437056) (n=7), ale žádné další nejsou známy. Čísla tvaru 3 × 2n − 1 jsou známa jako Thābitova čísla. Aby Thābitův vzorec vyprodukoval spřátelený pár, musí dvě po sobě jdoucí Thābitova čísla být prvočísly; to výrazně omezuje možné hodnoty n.
Zobecněním tohoto je tzv. Eulerovo pravidlo, které říká, že když
p = (2(n - m)+1) × 2m − 1,
q = (2(n - m)+1) × 2n − 1,
r = (2(n - m)+1)2 × 2m + n − 1,
kde n>m> 0 jsou přirozená čísla a p, q a r jsou prvočísla, pak 2npq a 2nr je pár spřátelených čísel. Thābitovo pravidlo odpovídá případu m=n-1. Eulerovo pravidlo vytvoří další dodatkové páry spřátelených čísel pro (m,n)=(1,8), (29,40), další nejsou známy.
Ačkoliv tato pravidla mohou vygenerovat některé páry spřátelených čísel, spřátelených čísel samotných je známo o mnoho více, a tak tato pravidla nejsou v žádném případě vyčerpávající.

## Pravidelné páry
Nechť (m, n) je pár spřátelených čísel, kde m<n, a pišme m=gM a n=gN kde g je největší společný dělitel čísel m a n. Pokud M a N jsou obě nesoudělná s g a nejsou násobkem žádné druhé mocniny, pak pár (m, n) označujeme jako pravidelný, v ostatních případech nepravidelný. Když (m, n) tvoří pravidelný pár a M a N mají postupně i a j prvočíselných dělitelů, pak o páru (m, n) říkáme, že je typu (i, j).
Například pro (m, n) = (220, 284), je největší společný násobek číslo 4, a tak M = 55 a N = 71. Tím pádem (220, 284) je pravidelný pár typu (2, 1).
Neexistuje pár spřátelených čísel typu (1, j) pro žádné j.

## Další poznatky
Ve všech dosud známých případech tvoří pár spřátelených čísel buď dvě čísla sudá nebo lichá. Není známo, zda existují páry tvořené jedním sudým a jedním lichým číslem. Zrovna tak každý známý pár má alespoň jednoho společného dělitele. Není známo, zda existuje pár spřátelených čísel, který by byl tvořen čísly nesoudělnými. Kdyby nějaký takový byl, jeho součin by musel být větší než 1067. Také by se nedal vyjádřit Thabitovým vzorcem, ani žádným podobným.